# Kern County
Kern County je okres ve státě Kalifornie v USA. K roku 2010 zde žilo 839 631 obyvatel. Správním městem okresu je Bakersfield. Celková rozloha okresu činí 21 138 km².

## Sousední okresy
| Růžice kompasu | Monterey County a Kings County | Tulare County                       | Inyo County           | Růžice kompasu |
| Růžice kompasu | San Luis Obispo County         | Sever                               | San Bernardino County | Růžice kompasu |
| Růžice kompasu | San Luis Obispo County         | Kern County                         | San Bernardino County | Růžice kompasu |
| Růžice kompasu | San Luis Obispo County         | Jih                                 | San Bernardino County | Růžice kompasu |
| Růžice kompasu | Santa Barbara County           | Los Angeles County a Ventura County |                       | Růžice kompasu |